# 邹应龙 (明朝)
邹应龙（1525年—？），字云卿，號蘭谷，陕西西安府长安县人，一说兰州人。明朝官员，以成功弹劾严嵩、严世蕃父子而闻名。

## 生平
嘉靖三十四年（1555年），邹应龙以長安縣學生舉乙卯科陕西乡试第九名，嘉靖三十五年（1556年）联捷丙辰科会试二百九十八名，廷试三甲一百二十六名进士。兵部观政，初授行人，四十年六月選授廣西道試御史，十月實授。当时严嵩已擅权二十年余，弹劾他的朝臣都遭到迫害，于是官员都互相劝告不要再进行弹劾。嘉靖四十年（1561年），严嵩妻子病故。严世蕃代替严嵩料理丧事，却在丧期中肆意淫纵。严嵩因缺少严世蕃辅助，无力撰写青词，对答也多不如意，嘉靖帝正对严嵩有所不满，又得知严世蕃所作作为，心中十分厌恶。此时方士蓝道行因善于扶乩受到宠信，嘉靖帝密问辅臣贤否。蓝道行在乩语中称严嵩父子弄权，嘉靖帝从此疏远严嵩而器重次辅徐阶。徐阶认为时机已到，将内情让邹应龙得知。邹应龙随即上疏，弹劾严世蕃，順便彈劾严嵩。
邹应龙在上疏中说：“工部侍郎严世蕃凭藉父权，专利无厌。私擅爵赏，广致赂遗。使选法败坏，市道公行。”，并揭发严世蕃和严鹄父子在欧阳氏丧期中的所为：“尤可异者，世蕃丧母，陛下以嵩年高，特留侍养，令鹄扶榇南还。世蕃乃聚狎客，拥艳姬，恒舞酣歌，人纪灭绝。至鹄之无知，则以祖母丧为奇货。所至驿骚，要索百故。诸司承奉，郡邑为空。”要求斩严世蕃、放归严嵩：“臣请斩世蕃首悬之于市，以为人臣凶横不忠之戒。苟臣一言失实，甘伏显戮。嵩溺爱恶子，召赂市权，亦宜亟放归田，用清政本。”
邹应龙的弹劾起到了效果，嘉靖帝不久下旨令严嵩致仕，将严世蕃下诏狱治罪，邹应龙则升任通政司参议。但不久帝又想念严嵩的功劳，曾手札谕徐阶：“嵩已退，其子已伏辜，敢再言者，当并应龙斩之。”，并曾称邹应龙为“邪物”，邹应龙感到自危。御史张槚当时巡盐河东，不知嘉靖帝的手谕，上疏认为皇上破格擢升邹应龙，却没把王宗茂、赵锦这些首先揭发严嵩的人召回朝廷，这是对事先提醒皇上的人缺乏赏赐。嘉靖帝为此大怒，立即派人抓捕张槚，杖六十，斥为民。直到几年后严世蕃被斩首，邹应龙内心才安稳下来。
嘉靖四十四年（1565年）十一月邹应龙由大理寺右少卿升为本寺左少卿，隆庆帝即位后，隆慶元年正月升太仆寺卿，三月升太常寺卿，十一月升大理寺卿，隆慶二年二月邹应龙以都察院左副都御史、总理两浙福建二盐运司、云南广东各提举司、兼理江西浙江福建两广云南贵州湖广等处盐屯，九月罢江南、山西二处屯盐，应龙回京别用，四年（1570年）十月升任工部右侍郎。当时镇守云南的黔国公沐朝弼骄横跋扈，廷议遣大臣有威望者镇之。于是邹应龙在隆慶五年（1571年）十一月被改任兵部左侍郎兼都察院右佥都御史、巡抚云南。邹应龙到任后就揭发沐朝弼的罪恶，沐朝弼最终被逮捕治罪。
万历帝初立（1573年），云南大姚的铁索箐部落发生暴乱，邹应龙领兵平定。之后又合土汉兵进讨，斩获各千余人。
邹应龙被提拔为太常寺卿時，省牲北郊，东厂太监冯保传呼至，导者引入，正面爇香，俨若天子。邹应龙大惊，随即弹劾冯保僭越放肆，冯保深恨之。就利用京察的机会，万历三年（1575年）二月让邹应龙致仕辞职。此时临安土官普崇明、普崇新兄弟构争。普崇明引借广南侬兵作为援助，普崇新则召交州兵。之后交州兵退去，而侬兵还留在当地，邹应龙命令部将杨守廉前往剿歼。杨守廉抢掠村落，杀人。侬兵乘机再次打败官军，人们将罪归咎到邹应龙身上。邹应龙听说自己已被罢官，不等代替的人到达就径直回家乡。
代替他的王凝为了独占功劳，更加排挤邹应龙。给事中裴应章趁机弹劾应龙。巡按御史郭庭梧也和邹应龙不和，就上奏说，调查的结果和王凝所说一样，于是邹应龙被削去官籍，在家中去世。万历十六年（1588年）三月，陕西巡抚王璇上疏言邹应龙死后，所遗田地不及数亩，遗址不过数楹，家人没有得到抚恤，朝野都觉得此事不公。万历帝命复邹应龙官，予祭葬。

## 著作
有《鄒中丞奏疏》等。

## 家族
曾祖邹秉直，州判官。祖父邹源，義官贈都察院左副都御史。父邹景暘，累赠都察院左副都御史。母陳氏，累赠淑人；生母周氏，累封太淑人。弟應麟、應鳳。

## 延伸阅读
[在维基数据编辑]
 《明史卷二百一十》，出自《明史》
 在维基共享资源阅览影像